# Посольство Франции в Нигере
Посольство Франции в Нигере (фр. Ambassade de France au Niger) — бывшая дипломатическая миссия Французской Республики в Республике Нигер. Посольство располагалось в столице государства, городе Ниамее.

## История
Франция установила дипломатические отношения с Нигером 4 августа 1960 года. После обретения Нигером независимости в 1960 году Франция содержала несколько сотен советников на всех уровнях правительства и армии Нигера. В 1960-х годах вооружённые силы Нигера были полностью сформированы из нигерийских бывших членов французских колониальных сил: офицерами были французы, которые согласились принять совместное французско-нигерийское гражданство.
После военного переворота 2023 года в Нигере и последовавшего за ним кризиса тысячи нигерийцев начали штурмовать посольство Франции, стены и ворота которого были по итогу подожжены и повреждены. Демонстранты также призвали к немедленному вмешательству ЧВК «Вагнер». 25 августа военная хунта Нигера приказала послу Франции Сильвену Итте покинуть страну в течение 48 часов, в ответ на действия Франции, противоречащие интересам Нигера. Однако Министерство иностранных дел Франции отвергло данное требование, отметив, что хунта не является легитимной властью и поэтому не имеет полномочий выдвигать подобные запросы.
15 сентября 2023 года президент Франции Эмманюэль Макрон обвинил хунту Нигера в блокировании поставок продовольствия во французское посольство и фактически удерживании посла Сильвена Итте и его персонал в заложниках. Вскоре, 24 сентября президент Макрон объявил об отзыве посла и всех дипломатов в Нигере, а также о выводе французских войск из страны до конца года.
22 декабря 2023 года правительство Франции объявило о закрытии посольства в Нигере на неопределённый срок, из-за роста антифранцузских настроений и ограничений, введённых военной хунтой, не позволяющих дипмиссии нормально функционировать.
Посольство Франции в Нигере включало в себя: консульский отдел, отдел военного сотрудничества, службу внутренней безопасности, политическую канцелярию, экономическую миссию, отдел по внешней торговле.

## Послы Франции в Нигере
- Дон Жан Коломбани (1960—1962)
- Поль Фуше (1962—1964)
- Альберт Трека (1964—1968)
- Майкл Винтерберт (1968—1970)
- Клод-Франсуа Ростен (1970—1972)
- Поль Гашиньяр (1972—1975)
- Анри Костиль (1975—1980)
- Ален Пьерре (1980—1982)
- Морис Кураж (1982—1985)
- Клод Субесте (1985—1988)
- Майкл Лунвен (1988—1993)
- Жан-Франсуа Лионне (1993—1996)
- Альберт Павец (1996—1999)
- Денис Вене (2000—2004)
- Франсуа Понж (2004—2007)
- Ален Холлевиль (2007—2011)
- Кристоф Бушар (2011—2014)
- Антуан Анфре (2014—2015)
- Марсель Эскюр (2015—2019)
- Александр Гарсиа (2019—2022)
- Сильвен Итте (2022—2023)